# Односи Србије и Кувајта
Односи Србије и Кувајта су инострани односи Републике Србије и Државе Кувајта.

## Билатерални односи
Дипломатски односи са Кувајтом су успостављени 1963. године.
Године 1981. кувајтски емир Џабир ел Ахмед ел Сабах је постао почасни грађанин Београда.

### Дипломатски представници

#### У Београду
- Фаиз Меџбел ел Мутеири, амбасадор, 2022—
- Јусеф Ахмад Абдулсамад, амбасадор, 2013—2022.
- Фавзи Абдулазиз Ахмад Ал Јасем, амбасадор, 2009—2013.
- Талат ал Хусеин, амбасадор
- Мохамад Абдулхасан, амбасадор, 1978—1981.
- Мухамед ал Хербиш, амбасадор
- Адел Н. Јара, амбасадор

#### У Кувајту
Амбасада Републике Србије у Граду Кувајт (Кувајт) радно покрива Бахреин., Јемен. и раније Катар.
- Владимир Кохут, амбасадор, 2014—2020.
- Михаило Бркић, амбасадор, 2010—2013.
- /  /  Зоран Вејновић, амбасадор, 2002—
- Станимир Стакић, амбасадор, 1997—
- Хасан Дервишбеговић, амбасадор, 1987—
- Петар Костић, амбасадор, 1983—1987.
- Паун Шербановић, амбасадор, 1981—1983.
- Јоже Инголич, амбасадор, 1977—1980.
- Лазар Живуљ, амбасадор, 1972—1977.

### Економски односи
Рад Мешовите комисије за економску и техничку сарадњу између Србије и Кувајта (МК) обновљен је од 23-25. марта 2011. у Београду.
Кувајтски фонд за арапски економски развој (KFAED) одобрио је кредит Р. Србији у износу од 10 мил. кувајтских динара за реализацију прве фазе пројекта изградње Београдског железничког чвора (станица Београд центар").
- У 2020. г. извоз Србије је износио 2,98 милиона долара, а увоз 211 хиљада долара.
- У 2019. г. извоз наше земље био је 3,64 милиона долара, а увоз 249 хиљада долара.
- У 2018. г. извоз из РС износио је 5,09 милиона долара, а увоз 663 хиљада долара.[5][6]